# 萩博物館
萩博物館（はぎはくぶつかん）は山口県萩市にある総合博物館である。

## 概要
長州藩の城下町であった山口県萩市は、現在も町中に多くの歴史資料・建造物が残っており、「江戸時代の地図がそのまま使えるまち」をキャッチコピーを掲げている。そして、萩市全体を一つの広大な博物館として捉え、萩の歴史資源・自然環境を保存・活用するまちづくりの取り組み「萩まちじゅう博物館」構想の中核施設として、従来からあった「萩市郷土博物館」を改築移転する形で、萩市堀内の伝統的建造物群保存地区内の大野毛利家の屋敷跡に建設された。

### 沿革
- 1946年（昭和21年）6月 - 萩市熊谷町に科学館として創設。
- 1947年（昭和22年）8月 - 萩科学博物館に改称。
- 1959年（昭和34年）8月 - 萩市大字江向に移転し萩市郷土博物館となる。
- 2004年（平成16年）11月11日 - 萩博物館となって開館[5]
- 2005年（平成17年） - 国土交通省手づくり郷土賞（地域整備部門）受賞。
- 2007年（平成19年） - 第48回（2007年度）BCS賞受賞。

## 施設と展示
博物館の造りは、萩市特有の武家屋敷風の広大な造りとなっている。主要展示棟にある展示ゾーンは有料（玄関でスリッパに履き替え、券売機で購入した入館券を受付にて観覧券に引き換える）だが、一方、屋外展示や別棟の展示室は交流ゾーンとして無料で観覧できる。

### 萩博展示ゾーン（有料）
萩学なんでもボックス
「萩学」と名付けられた萩の歴史・文化・産業・自然などに関する様々な資料を、観覧者が気軽に手を触れてみることができる体験型展示。
歴史展示室・高杉晋作資料室・萩の人物コーナー
萩城・長州藩・長州戦争・明治維新など萩の歴史、高杉晋作に関する収蔵品、萩市にゆかりのある100人以上の歴史的人物の顔写真などを展示。大型スクリーンにより吉田松陰や長州ファイブも紹介されている。
いきもの発見ギャラリー
萩市近郊の海で獲れた海洋生物の生態を紹介。自分で好きな貝殻を採取できるコーナーなどがある。

### 萩博交流ゾーン（無料）

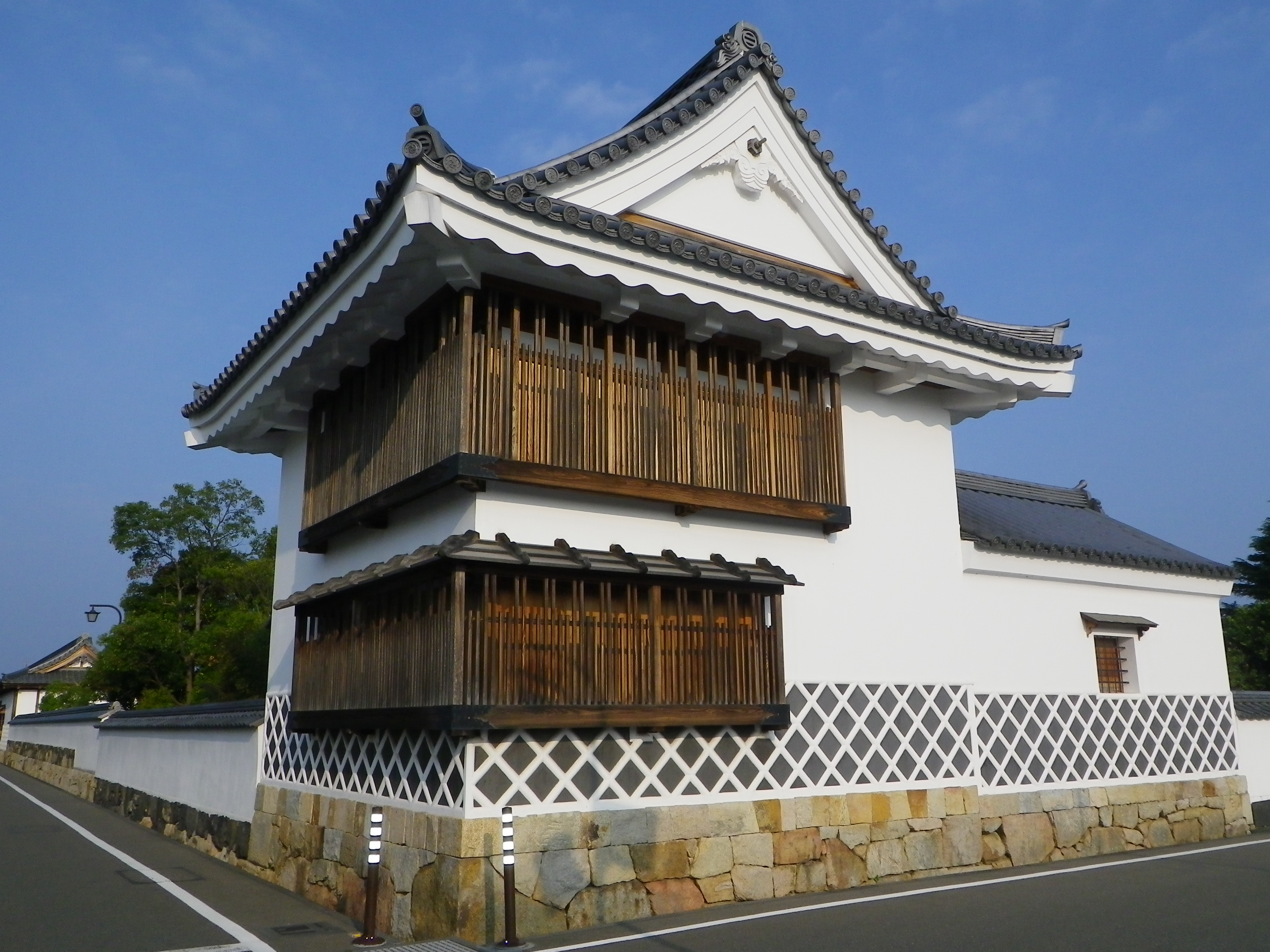
萩博物館の一角に再現された旧大野毛利家屋敷（萩城三の丸の物見櫓）

くらしのやかた
別棟の長屋門型展示棟では昭和前期～中期に実際に、各家庭や店で使用されていた道具や看板が展示される。
隅矢倉・屋外展示場
旧大野毛利家の屋敷で、萩城三の丸の隅矢倉（物見櫓）が復元されている他、屋外にも展示品がある。また、萩市を象徴する果樹である夏みかんの樹も敷地内随所に植えられている。

### その他
- 天体観望室 - 毎週金曜日に公開される天体観望施設。
- ミュージアムショップ - 主要展示棟の一角にあるが、入館券不要で立ち寄ることができる。
- レストラン - 萩市近郊の産物を使った地産地消メニューを中心としたレストラン（やまぐち食彩店指定）。ミュージアムショップ同様に入館券は不要。